# Pliobothrus tubulatus
Pliobothrus tubulatus is een hydroïdpoliep uit de familie Stylasteridae. De poliep komt uit het geslacht Pliobothrus. Pliobothrus tubulatus werd in 1867 voor het eerst wetenschappelijk beschreven door Pourtalès. 